# Handball Emmen
Handball Emmen (Zusammenschluss Mitglieder ATVE Handballriege und HC Emmenstrand) ist ein Handballclub aus der Schweizer Gemeinde Emmen, Kanton Luzern.

## Geschichte

### 1966 – TV Emmenstrand
Die neu gegründete Handballriege des Turnvereins Emmenstrand startete ihre erste Saison in der 3. Liga. Nach sechs Jahren spielte man bereits in der 1. Liga.

### 1985 – Handballclub Emmenstrand
Die Handballriege löste sich 1985 vom Stammverein und gründete den Handballclub Emmenstrand. Zu diesem Zeitpunkt war der Name TV Emmenstrand in der Schweizer Handballszene bekannt, sodass der neue Club keine Schwierigkeiten hatte, wahrgenommen zu werden. Ebenso konnten die Mannschaften in der Liga weiterspielen, für die sie sich unter dem Namen TV Emmenstrand qualifiziert hatten. So gesehen, geschah ausser einer Korrektur des Namens nicht viel.
Die ersten paar Jahre war der HCE eine so genannte Liftmannschaft, sie pendelte zwischen der NLB und der NLA hin und her. Danach folgte die erfolgreichste Zeit dieses Clubs. Man konnte sich während mehrerer Jahre in der NLA behaupten, auch die Nachwuchsförderung wurde nicht vernachlässigt, immerhin wurden die A-Inter-Junioren zweimal nacheinander Schweizer Meister und stellten das Rückgrat der Schweizer Juniorennationalmannschaft. In dieser Euphorie wollte der Verein nun ganz gross herauskommen und investierte beträchtlich in die erste Mannschaft. Doch mehr als ein vierter Rang lag nicht drin, und ein Jahr später stieg der HCE mit fast derselben Mannschaft sogar in die NLB ab, obwohl eigentlich ein Europacup-berechtigter Rang das Ziel gewesen war.
Zwischenzeitlich schaffte man den Wiederaufstieg in die NLA. Dieser Aufstieg erwies sich aber als Strohfeuer, und man stieg von der NLA über die NLB in die 1. Liga ab. Während dieser Zeit stieg auch die A-Inter-Mannschaft in die nächste Klasse ab, und die C- und B-Junioren schafften den Aufstieg in die Inter-Klasse nicht. Nebst vielen Trainerwechseln gab es im Vorstand wie auch im Präsidium den einen und anderen Wechsel, bis sich kein Präsident mehr finden liess. Die zwei Jahre ohne Präsident wurde der Verein durch die Vizepräsidenten geführt, welche vor allem die Finanzen wieder ins Lot bringen mussten, da diese durch die «Extravaganzen» der vorherigen Zeit in bedrohliche Lage geraten waren.
In dieser Zeit gelang es dem HCE, sich als gute 1.-Liga-Mannschaft zu etablieren, und zur Überraschung vieler erreichte man dann schon bald wieder die Türe zur NLB. Nach einem gescheiterten ersten Anlauf war der zweite erfolgreicher, und der HC Emmenstrand grüsste wieder aus der NLB. Doch nach nur zwei Saisons war auch diese Herrlichkeit wieder vorbei, und man fand sich mit einer fast neuen Truppe in der 1. Liga wieder. Die letzten beiden 1.-Liga-Saisons waren vor allem Zitterpartien gegen den Abstieg. Von Erfolg gekrönt war dagegen die Arbeit des Vorstandes resp. Präsidiums, welche die Finanzen in den Griff bekamen, das Defizit abbauten und dazu noch einen neuen Präsidenten gewinnen konnten.

### 2009 – Handball Emmen
Nach der ordentlichen Generalversammlung des ATV Emmenbrücke vom 22. Mai 2009 traten insgesamt 135 Mitglieder aus der ATVE-Handballriege aus und wurden durch den HC Emmenstrand per Vorstandsbeschluss aufgenommen. An der ausserordentlichen Generalversammlung vom Freitag, 5. Juni 2009, wurden die neuen Statuten genehmigt. Neu ist in den Statuten ein Vermerk, dass der Verein durch die Zusammenführung von Mitgliedern des ATVE und dem Handballclub Emmenstrand hervorging. Wesentliche Änderungen betreffen den Namen, von bisher Handballclub Emmenstrand zu neu Handball Emmen. Mit dem Slogan «fördern, fordern, fighten» haben die beiden traditionsreichen Handball-Vereine den Startschuss zu Handball Emmen gegeben, dem zweitgrössten Verein der Schweizer Handball-Landschaft (hinter GC Amicitia Zürich, Stand 2014). Erster Präsident des Vereins war Bert Evers (bis 2013).
Internationale Freundschaftsspiele
- 1978: Emmenstrand – Elfenbeinküste
- 1979: Emmenstrand – Schweizer Nationalmannschaft (anlässlich der 100-Jahr-Feier des Turnvereins Emmenstrand)
- 1984: Emmenstrand – Tatabánya Ungarn
- 1986: Emmenstrand – Rumänien (WM-Favorit)
- 1987: Emmenstrand – SKA Minsk (Europacupsieger)

Durch den Verein organisierte Länderspiele in der Rossmooshalle
- 6. Februar 1983: Schweiz – Dänemark (Vierter A-WM 1982)
- 1. Februar 1985: Schweiz – Italien

## Erfolge Männer
| Saison  | Liga    | Erfolge / Rang                               | Saison  | Liga    | Erfolge / Rang                                    |
| ------- | ------- | -------------------------------------------- | ------- | ------- | ------------------------------------------------- |
| 1966/67 | 3. Liga | –                                            | 1967/68 | 3. Liga | Aufstieg                                          |
| 1968/69 | 2. Liga | –                                            | 1969/70 | 2. Liga | –                                                 |
| 1970/71 | 2. Liga | Aufstieg                                     | 1971/72 | 1. Liga | –                                                 |
| 1972/73 | 1. Liga | –                                            | 1973/74 | 1. Liga | –                                                 |
| 1974/75 | 1. Liga | –                                            | 1975/76 | 1. Liga | Aufstieg NLB                                      |
| 1976/77 | NLB     | Rang 4                                       | 1977/78 | NLB     | Aufstieg NLA                                      |
| 1978/79 | NLA     | Abstieg NLB                                  | 1979/80 | NLB     | Aufstieg NLA                                      |
| 1980/81 | NLA     | Abstieg NLB                                  | 1981/82 | NLB     | Aufstieg NLA                                      |
| 1982/83 | NLA     | Rang 7                                       | 1983/84 | NLA     | Rang 7                                            |
| 1984/85 | NLA     | Rang 5                                       | 1985/86 | NLA     | Rang 6                                            |
| 1986/87 | NLA     | Rang 4                                       | 1987/88 | NLA     | Abstieg NLB                                       |
| 1988/89 | NLB     | Rang 6                                       | 1989/90 | NLB     | Rang 6                                            |
| 1990/91 | NLB     | Abstieg 1. Liga                              | 1991/92 | 1. Liga | Rang 4                                            |
| 1992/93 | 1. Liga | Aufstieg NLB                                 | 1994/95 | NLB     | –                                                 |
| 1995/96 | NLB     | Abstieg 1. Liga                              | 1996/97 | 1. Liga | –                                                 |
| 1997/98 | 1. Liga | –                                            | 1998/99 | 1. Liga | Rang 8                                            |
| 1999/00 | 1. Liga | Rang 6                                       | 2000/01 | 1. Liga | Rang 10, Abstieg 2. Liga                          |
| 2001/02 | 2. Liga | Rang 3, Aufstiegsspiele                      | 2002/03 | 2. Liga | Rang 6                                            |
| 2003/04 | 2. Liga | Rang 6 (Emmen United)                        | 2004/05 | 2. Liga | Rang 3                                            |
| 2005/06 | 2. Liga | Rang 1, Aufstieg 1. Liga                     | 2006/07 | 1. Liga | Rang 4                                            |
| 2007/08 | 1. Liga | Rang 4                                       | 2008/09 | 1. Liga | Rang 7 als SG Kriens                              |
|         |         |                                              |         |         | (der HCE gibt den 1.-Liga-Platz dem HC Kriens ab) |
| 2008/09 | 2. Liga | SG Handball Emmen (HCE / ATVE)               | 2009/10 | 2. Liga | Rang 5, Aufstieg 1. Liga                          |
|         |         |                                              |         |         | (erste Saison unter neuem Namen Handball Emmen)   |
| 2011/12 | 1. Liga | Rang 12, Abstieg 2. Liga                     | 2012/13 | 2. Liga | Rang 3, Aufstieg 1. Liga                          |
| 2013/14 | 1. Liga | Rang 12, Abstieg 2. Liga                     | 2014/15 | 2. Liga | Rang 5                                            |
| 2015/16 | 2. Liga | Rang 2, Aufstieg 1. Liga                     | 2016/17 | 1. Liga | Rang 6, Sieger Barragespiel                       |
| 2017/18 | 1. Liga | Rang 2, Sieger Aufstiegsspiele, Aufstieg NLB | 2018/19 | NLB     | Rang 13, Abstieg                                  |
| 2019/20 | 1. Liga | Abbruch wegen Corona                         | 2020/21 | 1. Liga | Abbruch wegen Corona                              |
| 2021/22 | 1. Liga | Aufstieg NLB                                 | 2022/23 | NLB     | Rang 11                                           |

## Erfolge Nachwuchs
| Saison  | Mannschaft            | Titel             | Trainer                       |
| ------- | --------------------- | ----------------- | ----------------------------- |
| 1986/87 | Junioren A Inter      | Schweizer Meister | Robert Müller                 |
| 1987/88 | Junioren A Inter      | Schweizer Meister | Hanspeter Bucheli, Hans Moser |
| 2003/04 | Juniorinnen U17 Inter | Schweizer Meister | Adrian Rüttimann              |

## Ehemalige Nationalspieler
- Krauer Werni (1950)
- Buholzer Othmar (1955)
- Delhees Max (1960)
- Schumacher Hansruedi (1963)
- Koch Basil (1961)
- Frey Hubi (1963)
- Schelbert Mark (1986)

## Ehemalige Trainer
- Schnyder Marc
- Müller Röbi
- Tominec Matjaz
- Moser Hans
- Nowak Jurek
- Keller Burkart
- Müller Jörg
- Raemy Georges
- Graber Thomas
- Schumacher Hansruedi
- Brunner Markus
- Koch Basil
- Kälin Martin
- Sidler Beat
- Gubler Andy
- Schumacher Hansruedi / Herbst Remo
- Bieri Sandro
- Stephan Meier / Martin Kälin
- Heinz Fuhrimann
- Gery Bucher / Erich Schelbert
- Manuel Schnellmann (Cheftrainer) und Sandro Bieri (Assistent)